# Glossaire de la miroiterie
La miroiterie est le lieu de la transformation des plaques de verre anciennement appelée « verre à glace », en glaces. Celle-ci se faisait par la mise au tain, ou étamage des plaques de verre. Cet art ancien, pratiqué par les Vénitien, ensuite acquis par les Français au XVIIe siècle, a développé un vocabulaire technique qui lui est particulier et qui est développé ici.
En termes de miroiterie, fin XVIIIe siècle, une glace est donc une table de verre blanc de dimension quelconque et d'une égale épaisseur, dont les deux faces sont polies, et qui, au moyen de l'étain préparé appliqué sur une des faces, représente fidèlement l'image des objets.
- Haut – A
- B
- C
- D
- E
- F
- G
- H
- I
- J
- K
- L
- M
- N
- O
- P
- Q
- R
- S
- T
- U
- V
- W
- X
- Y
- Z

## A
- Accroc - Partie dépolie qui, par reflet d'un frottement violent, a perdu de son lustre[R 2].
- Adoucisseur - Ouvrier qui adoucissait les glaces
- Affiner - Faire disparaître par l'action du feu les bulles ou pointes sur la matière en fusion dans les creusets[R 2].
- Alcali Ou Alkali - Sel servant de fondant pour aider la fusion des sables[R 2].
- Aplatir - Passer un rouleau de fonte sur la matière vitreuse et liquide pour l'étendre et lui donner la forme d'une glace[R 2].
- Apprêt - Opérations successives propres à polir et à mettre une glace au tain[R 2].
- Aviver - Frotter avec le mercure et une pelote de serge la feuille d’étain pour la rendre brillante après qu'elle a été tendue sur la table, et avant de la couvrir entièrement de vif argent (mercure)[R 2].

## B
- Banc - Pierre bien unie et posée de niveau sur des tréteaux, sur laquelle on place la glace pour la polir; c'est aussi le nom d'une planche doublée d'une dalle en pierre, sous laquelle est scellée une petite glace que l'on nomme dessus, et qui sert à adoucir une autre glace[R 2].
- Bande - Les deux longs côtés d'une glace qui touchaient aux tringles lors de son coulage[R 2].
- Batteur - Ouvrier qui prépare les feuilles d'étain propres à l'étamage des glaces[R 3].
- Bouillons - Petits points brillants qui quelquefois sont en assez grande quantité dans de certaines glaces, défauts qui obligent souvent de la couper après être coulée, ou qui lui font perdre de sa valeur si on les conserve[R 3].
- Brûlot - Petit polissoir étroit avec lequel on termine les endroits qui ont échappé au poli[R 3].

## C
- Calcin ou Casson - Débris des glaces provenant soit des morceaux mis au rebut, soit des rognures que l'on fait en les équarrissant[R 3]:
- Calciner - Exposer les sels au feu pour en détruire l'humidité et leur principe colorant[R 3].
- Carcaise - Four dans lequel on recuit les glaces coulées[R 3].
- Cavalet - Couvercle de la lunelle du fourneau de verrerie servant à faire baisser la flamme pour échauffer l'arche du four[R 2].
- Chantier - Solives de bois garnies d'étoffe servant à déposer les glaces avant leur recuisson[R 3].
- Charger - Couvrir la glace étamée de laine et de pierre ou de plomb pour faire écouler le vif argent superflu et provoquer le contact général de l'étain avec la glace[R 3].
- Chaux vive - S'emploie dans la fusion des sables propres au verre[R 3].
- Cobalt ou Cobolt - Substance minérale de couleur bleue, qui s'emploie dans la fusion des sables pour détruire leur partie colorante[R 3].
- Coete - Chantier où l'on dépose une glace à la sortie du four de recuisson[R 3].
- Couler - Verser sur une table de cuivre la matière vitreuse pour en former une glace[R 3].
- Coupe - Quantité de verre en fusion que l'on prend au bout du pontil pour faire une glace soufflée[R 3].
- Crachat - Défaut dans la matière, ressemblant à une toile d'araignée[R 3].
- Creuset - Vase d'argile dans lequel on dépose les substances vitrifiables pour en obtenir leur fusion[R 3].
- Cueillage - Action d'enlever avec la fêle ou sarbacane le cristal en fusion pour faire une glace soufflée[R 3].

## D
- Débrutir ou Dégrossir - Commencer à frotter la surface d'une glace brute avec une autre glace en introduisant entre elles du grès et de l'eau pour la dresser eu diminuant son épaisseur.
- Défauts - On en connaît plusieurs dans les glaces, soit dans la matière, soit dans le poli, soit dans le tain; ces défauts sont: une couleur jaune ou d'un blanc trop azuré que l'on remarque dans la glace après qu'elle a été mise au tain, et qui provient d'une trop petite ou d'une trop forte dose de cobalt ou de manganèse ajoutée aux matières vitrifiables pour faire disparaître leur partie colorante; les bouillons, qui sont de petits points plus lumineux que le reste de la matière, et qui se forment lors du coulage de la glace; les fils, qui sont des lignes très-déliées soit dans la matière, soit dans le poli; les accrocs que l'on remarque sur le poli, et qui proviennent d'un frottement violent par quelque chose de rude, dont l'effet est de détruire en partie la transparence de la matière ; enfin, les rosettes et les crachats, qui sont semblables à des fils tortillés [R 4].
- Dégraisser l'étain - Voir Aviver
- Dégraissoir - Morceau de serge servant à aviver l'étain avec le vif-argent[R 4].
- Dessus - Petite glace scellée sous une pierre qui sert comme de molette pour dégrossir ou adoucir une autre glace[R 4].
- Doucir ou Adoucir - Frotter une glace brute pour dresser sa surface au moyen d'une autre glace chargée d'une dalle en pierre que l'on fait glisser sur la première, et entre lesquelles on introduit du grès fin ou du sable doux et de l'eau; Douci ou Adouci - Il se dit de la seconde opération que l'on fait sur une glace pour la polir[R 4].
- Dressoir - Un fer mince en forme de cercle et poli dessous, qui sert à étendre et à dresser sur la pierre la feuille d'étain avant de la couvrir de vif-argent[R 2].

## E
- Écrémer - Enlever de dedans les creusets le dessus de là matière vitrifiée[R 4].
- Égout ou Égouttoir - Grande table en bois sur laquelle on dépose les glaces après qu'on les à étamées pour en faire égoutter le vif-argent: cette table, d'abord posée horizontalement, est ensuite levée par degré au moyen de deux crochets afin de lui donner une direction oblique, que l'on augmente au fur et à mesure que l'étain se consolide; Égoutter - Faire écouler le vif-argent qu'on a mis de trop entre la glace et la feuille d'étain, ce qui se fait sur la table même à étamer, en couvrant de laine et chargeant la glace avec des pierres ou de la fonte et vingt-quatre heures après en la déposant sur la table à égoutter[R 4].
- Égriser - Frotter le bord d'une glace sur une planche avec du grès fin et sec, ou deux glaces l'une sur l'autre pour en dresser l'épaisseur[R 5].
- Émeri - Pierre métallique et fort dure que l'on trouve dans les mines qui, réduite en poudre, sert à adoucir les glaces[R 5].
- Engrener - Mettre du grès sous le dessus pour dégrossir une glace[R 5].
- Équarrir - Après que la glace a été recuite, couper la tête et les bavures plus épaisses que le reste, et la mettre d'équerre[R 5].
- Étamer - Couvrir d'une feuille d'étain, préparée et dissoute en partie, la surface du dessous ou derrière d'une glace pour qu'elle réfléchisse parfaitement les objets[R 5].

## F
- Fêle, canne de verrier - Espèce de sarbacane ou tuyau creux en fer, au moyen duquel on enlève une portion de la matière vitrifiée du creuset, et avec lequel on étend cette matière en soufflant pour en faire une glace[R 5].
- Feuille - Couche d'étain composée que l'on applique, au moyen du vif-argent, derrière une glace pour qu'elle réfléchisse avec plus d'abondance les rayons de la lumière[R 5].
- Fiel ou Sel de verre - Écume des sables et alcali qui se forme sur les creusets pendant la fusion[R 5].
- Filandre ou Fil - Défaut dans la matière provenant des substances qui sont moins vitrifiables et qui ne s'allient pas avec les autres - On en distingue de deux sortes: fil ordinaire et fil ouvert - Le premier est une ligne très-déliée et plus brillante que n'est le reste de la glace; l'autre est une désunion dans la matière, et qui peut, par le plus faible effort, causer une division totale de la glace - On remarque aussi des fils dans le poli; ceux-ci proviennent de l'ouvrier qui n'a pas bien croisé ses coups de polissoir, mais qui peuvent être corrigés[R 5].
- Flanelle - Étoffe de laine que l'on coupe par petits morceaux et que l'on attache sur le bois du parquet pour en isoler la glace et éviter que l'étain n'éprouve ni frottement ni humidité - On donne aussi le nom de flanelle à cette même étoffe ou à une autre au travers de laquelle on passe le vif-argent superflu de l'étamage des glaces, pour le purifier[R 5].
- Fondant - Sels propres à la fusion des sables vitrifiables[R 5].
- Frite - Sables et à la soude, ou enfin à la réunion des matières propres à faire du verre après qu'elles sont devenues blanches et légères par la calcination[R 5].
- Friter - Mettre dans un four chauffé à un haut degré toutes les substances propres à la fabrication du verre pour les purifier, les amalgamer et les réunir en une seule masse[R 5].

## G
- Glace - Table de verre blanc de dimension quelconque et d'une égale épaisseur, dont les deux faces sont polies, et qui, au moyen de l'étain préparé appliqué sur une des faces, représente fidèlement l'image des objets[R 1].
  - Glace coulée - Glace dont la matière a été versée sur une table de cuivre, étendue et aplatie par un cylindre de fonte[R 1].
  - Glace soufflée - Glace qui a été formée d'une masse vitreuse ou bosse enlevée et parée au bout d'une canne creuse ou fêle, en soufflant dans cette canne pour étendre le verre et lui donner d'abord la forme d'un manchon et ensuite celle d'une glace en le déroulant[R 1].
  - Glace brute - Glace qui est restée dans l'état où elle a été coulée ou soufflée - Ses faces, dans cet état, sont ondulées; elle n'a que peu de transparence, et son épaisseur alors est de cinq à sept lignes pour celles coulées, et de trois lignes pour les glaces soufflées[R 1].
  - Glace acheminée - Glace qui n'est encore que dégrossie par l'égrisage au moyen du gros grès seulement[R 1].
  - Glace blanche - Glace qui est polie et prête à être mise au tain: une glace coulée dans cet état porte environ quatre lignes, et une glace soufflée deux lignes au plus d'épaisseur[R 1].
  - Glace au tain - Glace qu'on a couverte sur une de ses faces d'une feuille d'étain[R 1].
  - Glace verte ou bleue - Glace qui, étant mise au tain, réfléchit les objets bleus ou verts ou roux, défaut dans la matière qui provient de ce qu'on a mis trop ou pas assez de manganèse ou de safre[R 1].
  - Glace sablée - Glace dont la matière semble être imprégnée d'une légère couche de grains de poussière, qui sont autant de petits bouillons - Couleur de ces glaces est ordinairement d'un blanc roux[R 1].
- Groisil - Débris de glaces ou à tout autre petit morceau de verre[R 1].

## L
- Lustre - Poli brillant d'une glace; Lustrer - Après que la glace a été polie, corriger les fautes de ce poli avec le lustroir[R 6]; Lustroir - Petite règle en bois, doublée d'un morceau de chapeau, servant à enlever les taches d'une glace qui ont échappé au polissoir[R 6].

## M
- Manganèse - Substance métallique employée dans la fusion des sables pour détruire leur partie colorante[R 6].
- Marbre - Bloc de cette matière sur lequel on allonge et on aplatit sous le marteau les tables d'étain pour les réduire en feuille[R 6].
- Marbrer - Action de faire la paraison ou d'arranger la masse vitreuse en fusion sur le marbre après l'avoir enlevée du creuset avec le pontil[R 6].
- Mercure Ou Vif-argent - Demi-métal liquide servant à dissoudre en partie la feuille d'étain, et à l'aider au parfait contact avec le poli de la glace que l'on étame.
- Mettre au tain - Étamer ou fixer la feuille d'étain sur la glace avec le vif-argent[R 6].
- Miroir - Glaces de petits volumes[R 6].
- Miroitier - Ouvrier qui met les glaces au tain, les coupe pour les mettre de mesure, fait leurs joints et les pose, et en refait le poli lorsqu'il a été gâté[R 6].
- Mouette - Outil de bois garni de feutre ou étoffe de laine avec lequel on frotte le poli d'une glace[R 6].
- Moletter - Polir une glace avec le lustroir[R 6].
- Moletore - Morceau de verre que l'on scelle sous une pierre et que l'on frotte de potée pour polir une glace[R 6].
- Molette - Pierre unie mise dans un cadre, sous laquelle est scellée une glace pour dégrossir ou polir une autre glace[R 6],

## P
- Paraison - Forme que l'on donne au verre en fusion en le roulant sur le marbre et le soufflant avec la fêle pour l'étendre[R 6].
- Pierre à étamer - Voir Table
- Pince - Outil d'acier - On en distingue de deux espèces: pince plate et pince ronde - Première sert à enlever une bande que l'on à coupée avec le diamant au bout d'une glace, et qui est trop étroite pour pouvoir être détachée avec les doigts; la seconde sert à gruger et à dresser le joint d'une glace qu'on n'a pu faire avec le diamant[R 6].
- Piqué - Seconde opération qui conduit au poli d'une glace; Piquer - Frotter la surface d'une glace avec une autre glace - après avoir été l'une et l'autre doucies, et en introduisant entre elles de l'émeri humecté d'eau, et dont la finesse doit être en raison de l'avancement du travail[R 6].
- Poli - Troisième et dernière opération que l'on fait sur une glace pour la mettre en état d'être étamée[R 7]; Polir - Frotter la surface d'une glace doucie pour la rendre lisse et luisante; cette opération se fait avec un instrument en bois monté de deux poignées, garni dessous de lisières ou autres morceaux de laine que l'on humecte d'eau et que l'on graisse avec de la potée[R 7].
- Pontil - Petite glace arrondie qui sert à étendre l'émeri sur la glace que l'on polit; c'est aussi un instrument de fer servant à enlever le verre de dessus les creusets pour la fabrication des glaces soufflées[R 7].
- Poser - Mettre une glace dans son parquet et l'arrêter en place au moyen de bordures[R 7].
- Pot à cueillir - Creuset contenant le verre en fusion lorsqu'il est prêt à être employé[R 7].
- Potée - Pâte composée d'acide sulfurique (acide vitriolique), de Sulfate ferreux (couperose verte) et de sel marin, avec laquelle on graisse l'instrument servant à polir ou à lustrer la glace[R 7].
- Rabot - Diamant enchâssé dans un morceau de buis, servant à couper les glaces[R 7].
- Recouper - Dans l'opération du polissage, c'est croiser les traces du polissoir sur la surface de la glace[R 7].
- Recuire une glace - La déposer, après être coulée, dans un four chauffé à un degré modéré, et la laisser s'y refroidir lentement[R 7].
- Recuisson - Action de chauffer à grand feu pendant quelque temps la matière vitreuse avant de la couler - Se dit aussi du refroidissement gradué et insensible que l'on procure aux glaces dans la cargaise[R 7].
- Rosette - Fil qui est tortillé et que l'on remarque dans la matière d'une glace après qu'elle est étamée - On nomme aussi rosettes des parties qui, dans le tain, sont plus blanches, ce qui provient du manque d'adhérence avec la glace - Ce défaut vient de ce que la glace n'a pas été bien dressée[R 7].
- Rouille - Taches qui proviennent de trop d'alcali dans le verre - On donne aussi le nom de rouille à une couleur de bistre dont le tain seul, ou le tain et la glace s'imprègnent par l'effet de trop d'humidité de la muraille sur laquelle pose la glace[R 7].

## S
- Sable Vitreux - Celui qui contient grand nombre de cristaux brillants, et qui est le plus propre à la fabrication des glaces - Sable sert aussi à débrutir la surface des glaces[R 8].
- Salin - Nom des alcalis fixes propres à la fusion des sables[R 8].
- Savonnette - Cavité que l'on fait dans la matière, lorsque par le douci on veut enlever un défaut qui existe à la surface de la glace, ce qui cause dans le tain une tache blanche que l'on nomme rosette[R 8].
- Sebille - Vase en bois servant à déposer ou à verser le vif argent[R 8].

## T
- Table - Pièce de cuivre sur laquelle on coule les glaces; Table - Grand établi en bois avec des gouttières sur trois faces, et couvert d'une dalle en pierre fine, sur laquelle on étend la feuille d'étain et sur laquelle on glisse la glace pour l'étamer[R 8].
- Tain - Amalgame de plomb, d’étain et de bismuth réduit en feuille, et que l'on dissout en partie par le mercure pour le rendre adhérent à la surface d'une glace polie[R 8].
- Tête - Nom du bourrelet qui est formé à l'extrémité d'une glace coulée[R 8].
- Tirée - Portion de la glace que l'on polit à la fois - On dit une tirée[R 8].
- Tisage - Action de chauffer le four de fusion[R 8].
- Trémie - Pièce de flanelle au travers de laquelle on passe le vif argent, pour en séparer les ordures provenant de l'étamage[R 8].
- Trumeau ou Parquet - Espèce de lambris en menuiserie dans lesquels on place les glaces[R 8].

## V
- Vif Argent - Voir Mercure
- Volume - Tout morceau de glace, de quelque dimension qu'il soit; c'est pourquoi on dit qu'un parquet ou trumeau est composé d'un ou de plusieurs volumes[R 8].